# فهرست واحدهای سنتی وزن در ایران
این صفحه فهرست یکاهای(واحد) سنتی اندازه‌گیری جرم اجناس در ایران است، به همراه اطلاعات تبدیل آن‌ها به یکدیگر:
- «سوت» کوچکترین یکای اندازه‌گیری جرم در قدیم و برابر با ۱میلی‌گرم است.
- «قیراط» معادل ۲۰۰ سوت و برابر با ۲۰۰ میلی‌گرم است. هر پنج قیراط معادل یک گرم است.
- «سیر» معادل ۳۷۵ قیراط و برابر با ۷۵ گرم است.
- «یک مثقال» معادل ۴.۶۷ گرم است
- «پانزده» برابر ۲/۵ سیر است.
- «سیه» برابر ۵ سیر است.
- «هفت درم» برابر نیم پانزده است.
- «[چارک|یکای جرم]» برابر با ۷۵۰ گرم است.
- «صدی» برابر ۲ چارک است.
- «من تبریز» یا فقط «من»، معادل ۴۰ سیر و برابر با ۳ کیلوگرم است.
- «من سنگ شاه اصفهان» برابر با ۶ کیلوگرم است.
- «من ری» یا فقط «ری»، برابر با ۱۲ کیلوگرم است.
- «من دولتی برابر با ۱۸ کیلوگرم است.
- «من بلداجی برابر ۱۸ کیلوگرم است

من ابرقو معادل یک کیلو و نیم
- «من لرستان» برابر با ۱۰ کیلوگرم است.
- «من اندیکا» برابر با ۷ کیلوگرم است.
- ««من در گتوند برابر ۷/۵ کیلوگرم است
- ««من در دزفول برابر ۸ کیلوگرم است.
- ««من در سردسیر بختیاری شامل مناطق شهرکرد و چلگرد و کوهرنگ برابر ۶ کیلوگرم است.
- «من لردگان» برابر با ۶ کیلوگرم است.
- «من رامهرمز» برابر ۲۵ کیلوگرم است
- «من هویزه» برابر ۴۹ کیلوگرم است
- «من اهواز و حاشیه» برابر با ۵۰ کیلوگرم است. (بیشتر بین عربهای استان خوزستان رایج است).
- «من خلف آباد برابر ۹۸ کیلوگرم است

من هاشم معادل هشتاد کیلوگرم است و بیشتر در استان بوشهر معروف است
- «خروار» برابر با ۳۰۰ کیلوگرم است.
- «خروار اندیکا» برابر با ۱۰۰ کیلوگرم است.
- «نخود» معادل ۱۹۲ سوت و برابر با ۱۹۲ میلی‌گرم است.
- «لیه» معادل یک‌دوم نخود و برابر با ۹۶ میلی‌گرم است.
- «جو» معادل یک‌سوم نخود و برابر با ۶۴ میلی‌گرم است.
- «گندم» معادل یک‌چهارم نخود و برابر با ۴۸ میلی‌گرم است.
- «ماش» معادل یک‌هشتم نخود و برابر با ۲۴ میلی‌گرم است.
- «ارزن» معادل یک‌سی‌ودوم نخود و برابر با ۶ میلی‌گرم است.
- «مثقال شرعی» معادل هجده نخود و برابر با ۳۴۵۶ میلی‌گرم است.
- «مثقال صیرفی» برابر با ۴۶۰۸ میلی‌گرم است.
- «درهم» معادل ۰٫۷ مثقال شرعی و برابر با ۲۴۱۹٫۲ میلی‌گرم است.
- «صاع» معادل ۸۱۹ مثقال شرعی و برابر با ۲۸۳۰٫۴۶۴ گرم است.
- «مد» معادل یک‌چهارم صاع و برابر با ۷۰۷٬۶۱۶ گرم است.
- «پوط مهاباد» برابر با ۱۶ کیلوگرم است. که در هیچ منبع تاریخی از آن نام برده نشده است.

در سیستان هم پوط(pood) استفاده می‌شود که معادل ۱۶ کیلوگرم است.
- در تعدادی از شهرهای استان کرمان از جمله سیرجان هرمن تبریز معادل ۸ سی سنگ است که هر سی سنگ ۸۰ مثقال برابر ۳۷۵ گرم است و هر سی سنگ یک دوم چارک است همچنین هر سی سنگ معادل ۲ پانزده سنگ (پونده سنگ) و هر پانزده سنگ (پونده سنگ) معادل ۲ هفدرهم (هفترم) است.[نیازمند منبع]
- <من اردبیل> معال 0.7 محسن گوتوش